# Perme
Perme je priimek več znanih Slovencev:
- Ajda Perme, novinarka
- Alojz (Lojze) Perme (1924-2020), elektrotehnik, univ. profesor, strokovnjak za kakovost
- Bernard Perme, snemalec, direktor fotografije
- Josip (Jože) Perme (1874-1940), župan, jamar
- Bojan Perme (1913-1987?), elektrotehnik
- Boris Perme, radijski voditelj
- Damjan Perme, pisatelj
- Franc Perme (1933-2020), strojnik, politik (drug = predsednik Društva za ureditev zamolčanih grobov)
- Ivan Perme (1854-1942), gasilec v Ljubljani
- Janez Perme (*1982), nogometaš
- Tomaž Perme (*1963), strojnik
- Tomaž Perme, oblikovalec - "kinetik"